# Siège de Beauvais
conflit franco-bourguignon
Le siège de Beauvais de 1472 est une opération militaire de Charles le Téméraire, duc de Bourgogne, contre le roi de France Louis XI, consécutive à la rupture par le roi de France des accords conclus à Péronne en 1468.
L'attaque de Beauvais a lieu en même temps que l'armée du duc de Bretagne, son allié depuis la guerre de la ligue du Bien public, menace l'Anjou.
C'est un échec pour Charles le Téméraire, qui ne réussit pas à prendre Beauvais et rentre sur ses terres des Pays-Bas.

## Contexte historique
Le traité de Péronne, obtenu de Louis XI sous forte contrainte, faisait de la Somme la frontière méridionale des Pays-Bas bourguignons, étendus jusqu'à la Frise au nord.
Mais en décembre 1470, Louis XI fait casser le traité par une assemblée de juristes et lance peu après une offensive vers la Somme où il s'empare notamment d'Amiens que le duc tentera de reprendre. En novembre 1471, Charles le Téméraire se déclare délié de toute allégeance au roi de France, dont il est vassal pour plusieurs fiefs (duché de Bourgogne, comté d'Artois, comté de Flandre).
Au début de l'année 1472 intervient la mort du frère de Louis XI, Charles, allié du duc de Bourgogne. Il était malade depuis longtemps, mais sa mort est tout de même attribuée par les ducs de Bretagne et de Bourgogne à des agents du roi de France.
En 1472, la paix de Péronne rompue, Charles le Téméraire accusa le roi de France Louis XI d’avoir empoisonné, Charles de France, duc de Guyenne, qui était l’un de ses plus farouches opposants.
Le duc de Bourgogne prend les armes, et avant de rejoindre en Normandie son allié François II, duc de Bretagne, se dirige vers Beauvais.

## Préalables

### Le trajet des Bourguignons d'Arras à Beauvais
Le 14 juin 1472, partant d’Arras à la tête de 80 000 hommes, Charles franchit la Somme à Bray, qu’il ruine, entre dans le Santerre, prend d’assaut la forteresse de Nesle, défendue par 500 archers, massacre la population cachée dans l’église et met à sac toute la région.
Après avoir ravagé le Vermandois, il s’empare ensuite de Roye et de Montdidier, puis marche sur Beauvais, l’une des villes les plus riches de France, qu’il savait sans garnison, et prend d’assaut Vers, Lœuilly et Francastel, fait détruire leur château et met la campagne à feu et à sang.
L’avant-garde bourguignonne, commandée par Philippe de Crèvecœur et Jacques de Montmartin, forte de 100 hommes d’armes et de 300 archers, arrive le matin du 27 juin 1472 en vue de Beauvais. Les Bourguignons sont vus par des ouvriers couvreurs qui travaillent sur le toit de la cathédrale et qui font sonner l’alarme.

### Propositions de reddition
Le connétable de Beauvais étant en déplacement à Mello, sans ressource militaire, la ville, pratiquement sans défense, ne pouvait pas soutenir un siège bien longtemps.
Un héraut bourguignon somme alors la ville de se rendre contre la vie sauve. Les paysans des villages voisins qui avaient échappé aux Bourguignons racontent des choses tellement effrayantes concernant l’ennemi que la ville refusa de parlementer.
Le capitaine Louis de Gomel, seigneur de Balagny, commandant les gens d'arrière-ban de Beauvais, et son lieutenant Jean Legoy décident de prendre les armes. Le peuple et les bourgeois s’improvisent alors piqueurs, archers, arquebusiers ou hallebardiers et courent aux remparts.

## Les premiers assauts (27 juin 1472)
Le seigneur des Cordes ordonne alors l’attaque sur-le-champ. Les Bourguignons lancent deux assauts, le premier contre la porte du Limaçon et le second à la porte de Bresles, qui sont tous deux repoussés.

### L’attaque de la porte du Limaçon
Le premier assaut est commandé par Jacques de Montmartin, qui lance une forte attaque, 100 lances et 300 archers contre le fort Deloy, tenu par une quinzaine d’arquebusiers commandés par Louis de Gomel. Malgré les efforts inouïs des assiégeants, ceux-ci résistent, mais, écrasés par le nombre, les défenseurs se replient dans la ville.
Les Bourguignons entrent alors dans le faubourg de Saint-Quentin, embouchent la trompette de la victoire, se mettant à crier « ville gagnée, ville gagnée », et, se croyant dans la ville, ils se mettent à piller les maisons, mais sont consternés, sous une pluie de flèches, de voir un peu plus loin la porte du Limaçon et les murailles de la ville.
Les assaillants sont contraints de se retirer dans l’église Saint-Hippolyte et dans son voisinage pour se protéger.
Revenus de leur surprise, les assaillants reprennent, jusque 9 heures du soir, leur assaut, dressent les échelles sur les murs, mais sous le bon usage des arcs, arbalètes, et couleuvrines des Beauvaisiens, les Bourguignons s’essoufflent, laissant beaucoup des leurs sur le carreau pendant que les assiégés ne perdent qu’un seul homme.

### L’attaque de la porte de Bresles
Le second assaut est dirigé par le seigneur des Cordes, avec le gros de son avant-garde.
Les assaillants dressent des échelles le long des murailles et entreprennent courageusement l’escalade, avec des échelles trop courtes et sous une pluie de projectiles meurtriers, que les femmes apportent aux défenseurs. Toutes les tentatives sont repoussées, et les pertes bourguignonnes sont importantes.
Les Bourguignons pointent alors deux canons sur la porte, qui ouvrent une énorme brèche à travers laquelle les Bourguignons tentent de pénétrer une nouvelle fois dans la ville, sans succès.
Louis de Gomel, quoique grièvement blessé lors de la retraite vers la porte du Limaçon, commandait toujours la défense, exhortant les habitants.
Devant ces échecs, Philippe de Crèvecœur d'Esquerdes demanda son aide au duc de Bourgogne, afin de venir à bout de la ville.
Les attaques se succédant, les assiégés eurent l’idée de jeter une grande quantité de fagots enflammés sur ceux qui continuaient de forcer le passage. Le feu se communique alors à la porte, et à la herse elle-même, obligeant les assaillants à se retirer.
Dès son arrivée, le duc pensa que Beauvais serait prise dès que le feu serait éteint. Mais les habitants eurent soin de l’entretenir avec du bois provenant des maisons voisines, afin que leurs charpentiers et maçons puissent murer l’embrasure intérieure de la porte.
Pendant ce temps l’assaut redoublait de violence au pied des murailles, les assiégés ayant désormais à lutter contre toute l’armée du duc.
Heureusement, Jean de Reims, seigneur de Troissereux, qui était parti de Beauvais le matin vers Noyon afin d’y chercher des secours, arrive par la porte de Paris avec les seigneurs de La Roche-Tesson et de Fontenailles et 200 lanciers royaux, qui se dirigent immédiatement à la porte de Bresle, où ils repoussent les assauts des Bourguignons.
À 9 heures du soir, le duc de Bourgogne fait cesser les attaques sur les portes de Bresles et du Limaçon. Les assiégeants s’installant dans des tranchées, et dans les maisons de la chaussée Saint-Nicolas, les abbayes Saint-Quentin et Saint-Lucien et leurs faubourgs… couvrant une étendue de 20 kilomètres.

### Le geste héroïque de Jeanne Hachette
Le 9 juillet 1472, à l’assaut de la porte de Bresle, une jeune femme du nom de Jeanne Laisné arracha des mains d’un Bourguignon l’étendard qu’il voulait planter sur la brèche et le renversa dans les fossés d’un coup de la hachette dont elle était armée, y gagnant son surnom. Enhardies, les femmes de la ville portèrent poudre et armes aux combattants. Il est assez possible qu'elles-mêmes combattissent sur les remparts, tout comme Jeanne Laisné.

### Bilan de la journée
Ce 27 juin 1472, les Bourguignons avaient vu bon nombre d’entre eux tomber sous les murailles de Beauvais, sans avoir remporté aucun avantage.
Les assiégés avaient perdu un archer et trois bourgeois.
L'évêque Jean de Bar, qui s'était échappé de Beauvais par la porte du Limaçon, arrive à Paris, et sollicite du secours.
Le 30 juin les Beauvaisiens mettent le feu à l’église Saint Hippolyte, afin d’en déloger les Bourguignons qui y sont casernés. Durant leur fuite, ils subissent la mitraille des défenseurs. Le même jour, des espions bourguignons mettent le feu en trois endroits différents de la ville. Ces incendies sont éteints après 8 heures de lutte.

## Le renforcement de la défense

### L'envoi de renforts par Louis XI
Le roi Louis XI de France, qui se trouve alors en Anjou, donna des ordres pour que des secours fussent dirigés en toute hâte vers Beauvais. En effet, il fallait que le roi et son armée aillent jusqu'à Pouancé, afin de combattre l'armée du duc de Bretagne François II.
Le 28 juin 1472, le maréchal de France Joachim Rouhault, seigneur de Gamaches, arrive en renfort à Beauvais avec cent compagnies d’ordonnance et prend le commandement de la place.

### Autres renforts
Le 29 juin, la défense de la ville est renforcée par :
- le maréchal André de Laval, seigneur de Lohéac ;
- Louis, seigneur de Crussol, sénéchal de Poitou, avec cent lances ;
- le sénéchal de Carcassonne, avec cent lances ;
- Gaston de Lyon, le sénéchal de Toulouse[16], avec sa compagnie ;
- le sieur de Torcy, accompagné par la noblesse de Normandie ;
- le Capitaine Guillaume de Valée[17], avec environ cent lances ;
- le Capitaine Méry de Cohé[18], avec environ cent lances ;
- le sire d’Estouteville, prévôt de Paris, accompagné par la noblesse de la ville et de la vicomté ;
- le bailli de Senlis et les nobles du bailliage ;
- le comte de Dammartin, grand maître d’hôtel du Roi, accompagné de cent lances ;
- le capitaine Jean Salazar[19], avec cent vingt hommes de la garnison d’Amiens ;
- le capitaine Esthevenot de Talauresse, dit Thévenot de Vignoles, avec environ cent lances.

Le 7 juillet, 600 francs archers, venant de Saint-Quentin, arrivent à Beauvais.
La ville de Beauvais est secourue matériellement par Paris qui envoie en toute hâte un grand nombre de pièces d’artillerie, des couleuvrines, des arbalétriers, des canonniers, des pionniers et des vivres en abondance. La ville de Rouen envoie également des pionniers, arbalétriers, maçons et charpentiers, Orléans envoya de grandes quantités de vin.

## Le siège (30 juin-22 juillet 1472)
Charles le Téméraire fait faire les travaux afin d'établir un siège en règle. Il fit mettre à sec les fossés de la ville pour les combler de fascines, fit détourner le cours du Thérain un peu au-dessus des faubourgs, fit pratiquer des mines.
Jusqu’au 8 juillet, les Bourguignons restent sous leur tentes. Toutefois leur artillerie qui avait pris position dans les faubourgs Saint-Quentin, Saint-Nicolas, Saint-Lucien et les jardins de Saint-Gilles tire continuellement pendant ces 15 jours.
Le 9 juillet, le duc de Bourgogne recommença les hostilités. Il fit mettre ses troupes en bataille entre les portes de l’Hôtel-Dieu et celle de Bresles, qui furent immédiatement accueillies par des salves de canons de couleuvrines et de serpentines. Pour repousser ce nouvel assaut toute la population était là, en particulier les femmes qui encourageaient les hommes. Les Bourguignons accueillis avec des grosses pierres, de la chaux vive, de l’huile bouillante, des cendres chaudes et de la graisse fondue, furent massacrés au pied de la brèche.
Après 3 heures de lutte acharnée, voyant qu’il perdait son temps, le duc Charles fit cesser l’attaque.
Cette journée, les Bourguignons perdirent 120 tués dont le seigneur Despiris et environ 1 500 blessés.
Le 10 juillet, vers 3 heures du matin, 300 à 400 habitants accompagnés d’une quinzaine de cavaliers avec à leur tête Jean Salazar  entrèrent dans le camp bourguignon pour les surprendre. L’entreprise ne fut pas un grand succès. Ils perdirent 3 gentilshommes dont le sire de Gastine et Salazar eut son cheval tué sous lui. Ils réussirent toutefois à égorger plusieurs soldats dont le seigneur Jacques d'Orson, grand-maître de l'artillerie du Duc, et ramenèrent dans les fossés 2 canons qu’ils hissèrent ensuite dans la ville.
Cette expédition fut suivie de plusieurs autres toujours fatales aux assiégeants. Le duc de Bourgogne, usant alors de la ruse, fit envoyer des espions, sous divers déguisements, afin d’incendier la ville, mais ceux-ci furent pris et décapités.
Le 22 juillet 1472, après 24 jours de siège, Charles le Téméraire, comprenant qu’il ne pourrait pas prendre  Beauvais, leva le camp.

## L'armée bourguignonne en Normandie

### Ravages du Vimeu et du Pays de Caux
Charles part vers Rouge Maison en incendiant sur 20 km à la ronde les villages dont Marissel, Bracheux, Wagicourt. Le 23 juillet, il va jusqu'à Sarcus, brûlant au passage Songeons et Gerberoy. 
Le maréchal Joachim Rouhault de Gamaches ont d'abord cru que la levée du siège était une ruse. Dès qu'ils constatent que les Bourguignons partent vraiment, le comte de Dammartin et le maréchal Rouhault de Gamaches les poursuivent. Sans engager de combat, ils harcèlent l'armée bourguignonne. 
Le duc avance sans autre projet que de tout ravager. Les Bourguignons passant par Poix pénètrent dans le Vimeu, saisi par Louis XI sur les possessions du duc en décembre 1470. Durant le siège de Beauvais, une troupe bourguignonne commandée par Olivier de La Marche y avait déjà lancé une expédition pour détruire la ville de Gamaches et son château, possession du maréchal Rouhault qui commandait la ville assiégée. 
Après avoir saccagé Poix, les troupes du duc s'emparent de Oisemont siège de la prévôté qu'ils font brûler puis d'Airaines qui connait le même sort. Souhaitant préserver son château dont la construction vient de s'achever, Jacques de Rambures se soumet au duc de Bourgogne le 26 juillet 1472, qui y installe une garnison. Alors que les villages du Vimeu subissent la rage des troupes bourguignonnes, Robinet du Quesnoy capitaine de Saint-Valery pour le roi décide d'abandonner la ville qui est reprise sans effusion de sang par Baudouin II de Lannoy qui se trouvait à Abbeville.
Le 28 juillet 1472, Charles le Téméraire et son armée arrivent devant Eu qui leur ouvre ses portes. Ils y campent jusqu'au 9 août avant de s'avancer inutilement devant Dieppe, qui était une des plus fortes villes du royaume, et mirent en cendres tout le riche pays de Caux, faisant démolir les villages et châteaux comme Longueville et Auffay.

### Devant Rouen
Il vint ensuite aux portes de Rouen, où il avait donné rendez-vous à l'armée de Bretagne afin de mettre le siège, et y passa quatre jours. Les fortifications et retranchements qui avaient été renforcées mettaient la ville hors de danger. Par ailleurs, Antoine de Chabannes se tenait toujours assez proche du duc, en harcelant ses troupes continuellement, pour l'empêcher d’entreprendre un siège.
D'autre part, l’armée bourguignonne commençait à souffrir de disette et les maladies y régnaient. Le duc perdait chaque jour quelques-uns de ses serviteurs, soit par la contagion, soit par les blessures qu'ils avaient reçues aux continuelles escarmouches. Par ailleurs, la solde n'était pas payée.
Le Téméraire quitta la proximité de la ville, mit Saint-Georges-sur-Fontaine et toute la contrée entre Neuchâtel et Rouen à feu et à sang.

### Le retour vers la Picardie
Peu de temps après, le duc se résolut à revenir en Picardie et en Artois, en continuant à tout brûler sur son passage. En partant, il détruisit entièrement la ville de Neufchatel, puis se dirigea sur Gaillefontaine, qu’il assiégea, pilla le bourg, l'incendia et démantela la forteresse.
Il atteint Blangy-sur-Bresle le 11 septembre où il reçoit des ambassadeurs d'Angleterre et de Bretagne, Framicourt le 14 puis Airaines le 16 avant de rejoindre Péronne. Dans sa retraite, il fut sans cesse harcelé par Dammartin et le connétable, qui lui refusaient bataille et fatiguaient par des escarmouches son armée déjà excédée par la famine et les maladies.
À peine se fut-il éloigné que les troupes du roi commandées par Joachim Rouault et Robert d'Estouteville, reprirent Eu, Saint-Valery-sur-Somme, Rambures et Le Crotoy ; seules villes qu'il eût conservées, et où il eût laissé garnison. Averti de cette offensive, Philippe de Crèvecœur d'Esquerdes arrive le 1er novembre avec une armée pour secourir les places menacées, mais les garnisons s'étaient déjà retirées dans Abbeville sans conditions devant les troupes royales.
Charles le Téméraire revient à Abbeville avec sa cour le 29 novembre et fait assiéger Le Crotoy qui capitule au bout de quelques jours. Il repartira le 16 décembre sur Montreuil-sur-Mer puis dans les Flandres laissant ses troupes dans leurs quartiers d'hiver.

## Bilan
Les Bourguignons perdirent lors de ce siège de Beauvais environ 3 000 hommes dont une vingtaine de nobles.
Le Vimeu et le pays de Caux sont totalement ravagés par la chevauchée, mais Charles le Téméraire subit une terrible humiliation.
Par l'intermédiaire du duc François II de Bretagne, une trêve est signée entre Louis XI et Charles le Téméraire le 22 mars 1473. Elle est plusieurs fois renouvelée jusqu'au 1er mai 1475 lorsque Louis XI envahit la Picardie, par crainte de la nouvelle alliance anglo-bourguignonne.

## Lieux de mémoire et commémorations
- Dans la ville de Beauvais, la place principale porte le nom de place Jeanne Hachette sur laquelle se dresse sa statue. Un boulevard porte le nom de boulevard de l'Assaut.

- Chaque année, à la fin du mois de juin sont organisées à Beauvais, les fêtes de l'Assaut ou fêtes Jeanne Hachette. La 551e fête Jeanne Hachette s'est déroulée en 2023. On peut y voir défiler à cheval les principaux personnages en costumes d'époque, le roi Louis XI, le cardinal La Balue et naturellement Jeanne Hachette.